# Kerri Randles
Kerri Lee Randles (Decatur, 15 giugno 1971) è un'attrice statunitense.

## Biografia
Kerri nasce in Illinois da genitori statunitensi, sua madre Virginia all'epoca lavorarava come segretaria e suo padre Terry era nel mondo dell'imprenditoria. 
Terminato il ciclo di studi alla scuola superiore, ottiene una borsa di studio per il suo ottimo rendimento. Si iscrive alla University of Illinois at Chicago grazie al denaro ricevuto, ma abbandona il corso d'arte all'università per dedicarsi alla sua grande passione, il teatro. 
Studia recitazione quindi, al Victory Garden di Chicago, insieme a Steven Ivcich, e successivamente si sposta al Annoyance Theatre per studiare l'improvvisazione teatrale con Mick Napier.
Passa dal teatro al cinema durante gli anni '90, quando iscrivendosi alla Screen Actors Guild inizia a ricevere le prime proposte di lavoro. 
Il debutto viene con Jailbreakers di William Friedkin (noto per L'esorcista) dove ottiene un ruolo secondario che fa alcune comparse. 
Dagli anni 2000 inizia a essere scritturata per parti maggioritarie, iniziando col thriller Scene da un crimine e procedendo con il drammatico Rotaie e legami di Alison Eastwood, figlia del famoso e pluripremiato Clint Eastwood, che con questo film segna il suo debutto da regista. 
Kerri è una collezionista di opere d'arte, ed è nota anche per la sua magnaminità nel finanziare personalmente piccoli e medi spettacoli di artisti al debutto.
In una mostra tenutasi a Los Angeles nel 2006 ha collaborato con l'artista di graffiti Banksy per Barely Legal.

## Filmografia
- Jailbreakers (1994)
- Vi presento Dorothy Dandridge (Introducing Dorothy Dandridge) (1999)
- Poor White Trash (2000)
- The Theory of the Leisure Class (2001)
- Scene da un crimine (Scene of the Crime) (2001)
- Montewood Hollyverità (2003, cortometraggio)
- Rails & Ties - Rotaie e legami (Rails & Ties) (2007)
- Changeling (2008)[1]
- Hollywood Horror (2009)
- The Chosen One (2009, in post-produzione)